# Das Bürle

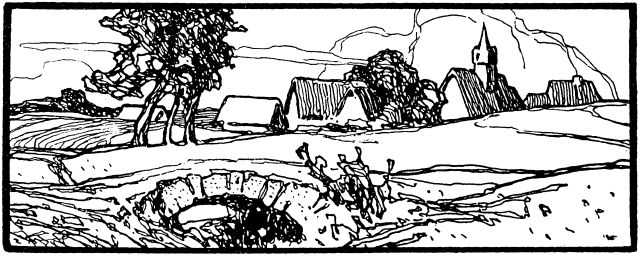
Illustration von Otto Ubbelohde, 1909

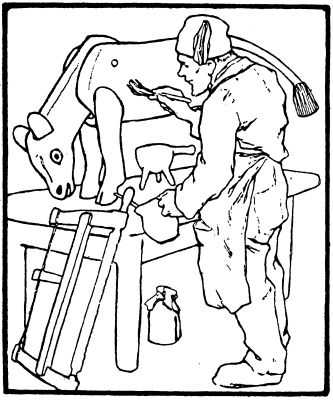
Illustration von Otto Ubbelohde, 1909

Das Bürle ist ein Schwank (ATU 1535, 1358 C, 1358 A, 1297*). Er steht in den Kinder- und Hausmärchen der Brüder Grimm ab der 2. Auflage von 1819 an Stelle 61 (KHM 61).

## Inhalt

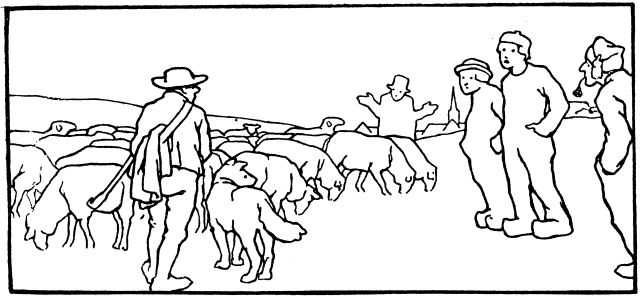
Illustration von Otto Ubbelohde, 1909

Ein einziger armer Bauer wird von den Reichen das Bürle (Bäuerlein) genannt. Er lässt sich eine Kuh schreinern und vom Hirten mit aufs Feld tragen, der sie abends stehenlässt, wo sie gestohlen wird. Er muss dem Bürle eine Kuh geben. Es will das Fell verkaufen und kehrt unterwegs in eine Mühle ein, vor der es einen Raben mit gebrochenen Flügeln findet. Als es zu schlafen scheint, trägt die Müllerin dem Pfaffen Braten, Salat, Kuchen und Wein auf. Als ihr Mann klopft, versteckt sie alles einschließlich des Pfaffen und sagt, es gebe nur Käsebrot. Das Bürle behauptet, der Rabe sei ein Wahrsager, und entdeckt dem Mann das versteckte Essen. Für die letzte Weissagung handelt er dreihundert Taler aus: Im Schrank sei der Teufel. Der Mann jagt den Pfaffen davon. Die Bauern wundern sich über des Bürles neuen Reichtum. Es sagt, das sei von dem verkauften Kuhfell. Alle schlachten ihre Tiere und bekommen fast nichts für die Felle. Das Bürle soll in einem Fass in den Fluss gerollt werden und der Pfaff ihm die Messe lesen, doch es lockt einen Schäfer an seine Stelle, indem es ihm weismacht, so werde er Schultheiss. Es treibt dessen Herde heim und sagt, die gebe es unter Wasser, worauf sich die anderen ertränken und das Bürle reich ist.

## Herkunft

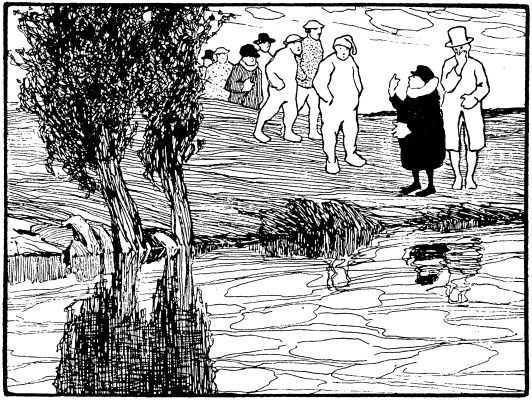
Illustration von Otto Ubbelohde, 1909

Grimms Anmerkung notiert „Aus Zwehrn“ (von Dorothea Viehmann) und erwähnt eine „andere Erzählung aus Hessen“, die „weniger vollständig“ sei (sie entspricht Von dem Schneider, der bald reich wurde in der 1. Auflage, von Familie Hassenpflug), weiterhin Herr Hände (aus Grimms handschriftlicher Urfassung von 1810, vielleicht von Familie Hassenpflug): Er lässt den Sack mit den Trümmern seines Ofens, den ihm die Bauern zerschlugen, von einer vornehmen Dame verwahren, erzwingt so Geld, und die Bauern bekommen für ihre Trümmer nichts. Er entgeht der Rache durch Kleidertausch mit seiner Mutter, die dafür totgeschlagen wird, stellt die Tote im Fass zu einem Arzt und erpresst Geld. Die Bauern erschlagen auch ihre Mütter. Zum Schluss legt sich ein Schäfer für ihn in die Tonne, ertrinkt, und die Bauern springen nach. Bei Büsching (Volks-Sagen, Märchen und Legenden, Leipzig 1812, Nr. 61) lässt Bauer Kibitz seine Frau erschlagen und setzt sie mit Früchten an ein Geländer. Ein Diener, der einkaufen muss, stürzt sie ins Wasser, da sie nicht antwortet, und Kibitz erhält den Wagen von dessen Herrschaft. Grimms vergleichen Gonella in Flögels Geschichte der Hofnarren „S. 309“ und Rutschki oder die Bürger zu Quarkenquatsch, eine Überlieferung von H. Stahl in Mitternachtsblatt 1829 Nr. 35. 36 und nennen noch Zingerle „S. 5 und 419“, Pröhles Märchen für die Jugend Nr. 15, Müllenhoff Nr. 23 und 24, die den Unibos wiedergeben, walachisch Bakala bei Schott Nr. 22, in „Hagens Einleitung zum Morolf S. 19“ lässt Bartoldo den Wächter statt seiner in den Sack kriechen, ähnlich „in dem irischen Märchen von Darby Duly (K.v.K. 2, 23)“, ein „altd. Gedicht der kündige kneht (Wiener Hs. 428 Nr. 62)“, Eyering 2, 430, Burkard Waldis, KHM 95 Der alte Hildebrand, Pröhles „Kinderm. Nr. 63“, Andersens Der kleine Klaus und der große Klaus, Etlar S. 134, Vonbun S. 36, Pentameron II,10 Der Gevatter, bei Straparola I,3 Skarpafico, die Lalenbürger.
Die Redensart, dass die Bauern „hinters Licht geführt“ sind, kannten die Brüder Grimm aus Hebels Schatzkästlein. Sie begegnet auch in KHM 7 Der gute Handel und später in KHM 44Der Gevatter Tod und Irische Elfenmärchen. Die erst zur 6. Auflage verwandte, auf das Wetter bezogene Wendung „als wenn die Welt untergehen sollte“, stand schon 1812 in anderem Zusammenhang zum Ende in KHM 47 Von dem Machandelboom.

## Vergleiche
Das Bürle gehört zum Märchen vom Unibos, dem Bauern Einrind, das auch literarisch bearbeitet wurde. In vielen Fassungen gibt das Bürle vor, seine Frau zu töten und meist mit einem Blasinstrument wieder zu beleben.
Vergleiche aus Grimms Märchen KHM 61a Von dem Schneider, der bald reich wurde, KHM 70 Die drei Glückskinder, KHM 146 Die Rübe, zur Episode mit dem Pfarrer auch KHM 95 Der alte Hildebrand, ferner KHM 192 Der Meisterdieb. Vgl. aus Giambattista Basiles Pentameron II,10 Der Gevatter. Das Bürle war Vorbild für Hans Christian Andersens Der kleine Klaus und der große Klaus.
Anne Sextons Sammlung Transformations enthält das Märchen als Gedicht.
In der lettischen Folklore findet sich eine Variation der Episode, in der ein armer Mann dem Müller vorgaukelt, er habe einen Wahrsager in seinem Sack. Hier entdeckt der Müller dank der Hinweise seines Gastes nicht nur die versteckten Speisen und Getränke, sondern auch den Liebhaber seiner Frau. Er kauft den Sack, bemerkt aber später, dass sich nur eine Ziegenhaut darin findet.

## Film
- Das hölzerne Kälbchen, DEFA-Spielfilm, s/w, 66 min., DDR 1960, Regie: Bernhard Thieme.